# ثيو والكوت
ثيو جيمس والكوت (بالإنجليزية: Theo Walcott)‏ هو لاعب كرة قدم من إنجلترا ولد في 16 مارس 1989 في ستانمور في لندن ويلعب حاليا مع نادي إيفرتون الذي ينشط في الدوري الإنجليزي الممتاز في مركز الهجوم منذ يناير 2018 وكان يلعب سابقا في نادي آرسنال، كان يعد من أفضل الاعبين الصاعدين على مستوى العالم والكل تنبا به نجما في كرة القدم.

## حـياة والكـوت
وقد ظهرت عائلته في فلم هاري بوتر وجماعة العنقاء  وهو الجزء الخامس من سلسلة أفلام هاري بوتر، ووالكوت بنفسه كان من المفترض أن يظهر أيضاً، لكن بسبب ارتباطه بنادي آرسنال أجبر على عدم الظهور، والكوت ووالده يعدان هما الاثنان مشجعان لنادي ليفربول، وثيو لم يخف تلك الحقيقة أبداً، حتى أنه عندما واجه الفريق الأحمر مع نادي تشلسي، استغل تلك الفرصة لمقابلة نجومه المفضلين، وقد قال والكوت : " لقد كنت ألعب في بطولة في سويندون عندما أظهر نادي ساوثابمتون وتشلسي الاهتمام بي، نادي تشلسي دعاني لأن أكون لاعباً في لقاء أمام ليفربول ولقد كان من المذهل أن أقابل أبطالي مثل مايكل أوين وروبي فاولر، لقد كنت مشجع ليفربولي لأن والدي كان يشجعهم، ولسوء الحظ أنا ولدت عندما فاز الفريق في آخر بطولة له وخلال فترته الذهبية، لكنني استمتعت بمشاهدة الأبطال مثل مايكل أوين وروبي فاولر وستيف ماكمانامان عندما كنت أكبر، وعندما فاز ليفربول في بطولة دوري أبطال أوروبا، أصبحت مجنوناً وكنت أصرخ بصوت عالي وأعتقد بأني أيقظت كل من في القرية التي كنت أعيش فيها "، وقد شارك والكوت في جمعية بريطانية خيرية لبناء مدرسة ويعد ذلك من أفضل بداياته، وفي 7 من إبريل 2008 حمل والكوت شعلة الأولمبياد في لبطولة أولبياد بكين 2008، وقد كان ممثل مدنية لندن، وقد أختير بعد كيلي هولمس، وهو الآن في علاقة طويلة مع ميلاني سلاد، حيث التقى الاثنان ببعض في عام 2006 في إحدى المجمعات التجارية في مدينة ساوثابمتون، وابن عمه هو جاكوب والكوت يتدرب حالياً في ريدينغ، وهو لاعب ضمن منتخب إنجلترا تحت 17 عاماً، وقد شارك في بطولة كأس أوروبا تحث 17 سنة 2009.

## إنجـازات والكـوت
مع النادي - ساوثامبتون :
- كأس إنجلترا للشباب : 2005
مع النادي - آرسنال :
- كأس بطولة أمستردام : 2008
على المستوى الشخصية :
- أفضل شخصية لاعب شاب رياضي من الـ BBC في : 2006

## روابط خارجية
- ثيو والكوت على موقع الاتحاد الدولي (مؤرشف)  (الإنجليزية)
- ثيو والكوت على موقع الاتحاد الأوربي (الإنجليزية)
- ثيو والكوت على موقع قاعدة بيانات كرة القدم.إي يو (الإنجليزية)
- ثيو والكوت على موقع ليكيب (الفرنسية)
- ثيو والكوت على موقع ناشيونال فوتبول تيمز (الإنجليزية)
- ثيو والكوت على موقع Soccerbase.com (لاعب) (الإنجليزية)
- ثيو والكوت على موقع Soccerway.com (الإنجليزية)
- ثيو والكوت على موقع عالم كرة القدم.نت (الإنجليزية)
- ثيو والكوت على موقع كووورة
- ثيو والكوت على موقع AS.com (الإسبانية)